# 麻勒吉
麻勒吉（？—1689年），一作麻尔吉，汉名马中骥，字谦六，苏完瓜尔佳氏，满洲正黄旗人，是清朝第一位满洲状元，曾任学士、江南江西总督、步军统领等职。他还参与编修清太祖、太宗圣训，是清世祖遗诏的起草者之一。

## 生平
麻勒吉的先人世居苏完，到了其曾祖达邦阿这代归附清太祖努尔哈赤。顺治九年（1652年），清廷决定以满汉分榜的形式开科取士，麻勒吉考取会试第一、殿试一甲第一，被授予修撰。清世祖对其非常器重，于次年将其擢升为弘文院侍讲学士。顺治十一年（1654年），升为学士，担任经筵讲官，教习庶吉士、清太祖、太宗圣训编纂副总裁。
顺治十四年（1657年），南明将领孙可望降清封王，清廷命麻勒吉为使，学士胡兆龙、奇彻伯为副使，授予孙可望敕书印信后共同返京。直隶总督张玄锡在迎接使节一行时，被麻勒吉严词训斥，责其怠慢失仪。张玄锡不堪受辱，自杀未遂，后上疏揭发麻勒吉、奇彻伯严词勒索等情节。于是清世祖追究麻勒吉逼迫大臣、任意妄行之罪。九卿廷议将麻勒吉夺官籍没，但清世祖宽宥之，仅夺诰敕并降级留任。
顺治十六年（1659年），云南初定，朝廷发帑金三十万，命麻勒吉协同尚书伊图、左都御史能图前往赈济，并考察大将军贝勒尚善纵兵扰民一事。麻勒吉上疏为其奏辨。后来，安亲王岳乐复察扰民一事为实，麻勒吉因此被追查徇庇之罪，遭到夺官。顺治十八年（1659年），官复原职。同年，清世祖病重，召麻勒吉与学士王熙草拟遗诏。清世祖驾崩后不久，授秘书院学士。
康熙五年（1666年），麻勒吉升为刑部侍郎。康熙七年（1668年），授江南江西总督。当时，苏州、松江频遭水患，布政使慕天颜提议疏通吴淞江、刘河口，麻勒吉便与巡抚玛祜上疏奏请用各府漕折银十四万充当工费，并永免淮、扬被水坍没田地的岁赋。均得到允许。然而，镇江驻防将军李显贵、知府刘元辅侵冒钱粮，麻勒吉因“不先举发”之罪被连坐，返京听勘，不久复任。康熙十二年，降为兵部督捕理事官。
康熙十六年（1677年），正逢三藩之乱，朝廷派遣麻勒吉赴广西，先后招降刘彦明、马承廕、黄明等叛军将领。后来黄明复叛，清廷令麻勒吉会同偏沅巡抚韩世琦进剿，不久即有消息称黄明为苗人所杀。十九年（1680年），麻勒吉任广西巡抚。在任内，麻勒吉招抚流亡百姓，使其回归故业，又修缮学校，振兴文教，颇有政绩。康熙二十一年，清廷改编定南王旧部，将其分隶八旗汉军，由麻勒吉率领归还京师。
康熙二十三年（1684年），授麻勒吉为步军统领。康熙二十八年（1689年），麻勒吉去世。康熙三十七年（1698年），兵部奏报黄明为贵州参将上官斌等所擒，麻勒吉因此被追坐妄报之罪。

## 纪念
麻勒吉死后，江南民众为麻勒吉立碑雨花台纪念其功绩、祭祀名宦。京师有地名“麻状元胡同”是其故居之所在。

## 引证
1. ↑  弘昼等. . 辽海出版社. 2002: 40. ISBN 9787806691892.
2. 1 2  刘小萌 2008，第68-69頁
3. 1 2 3  赵尔巽等 1998，第10038頁
4. 1 2  .   [2013-08-26]. （原始内容存档于2016-03-05）.
5. ↑  赵尔巽等 1998，第10038-10039頁
6. 1 2 3 4 5 6  赵尔巽等 1998，第10039頁
7. 1 2 3 4 5 6 7 8 9  赵尔巽等 1998，第10040頁

## 延伸阅读
[在维基数据编辑]
 《清史稿/卷273》，出自趙爾巽《清史稿》